# Truck racing team Sweden
Truck racing team Sweden är ett svenskt truckracing-team och det enda från Skandinavien som tävlar i EM. 
Föraren heter Mikael Johansson och bor i Fjugesta några mil utanför Örebro. Han kör Scania T 124. Han ska även åka i truckracing-EM 2008 med en Scania.